# 아든 질렛
에이든 길릿(Aden Gillett, 영어 발음: /ˈeɪdən ˈɡɪlɪt/, 1958년 11월 8일 ~ )은 영국의 배우이다.
아덴에서 태어났다.

## 출연 작품

### 영화
- 빛을 그린 사람들 (2006년)
- 뱀파이어의 그림자 (2000년)
- 윈슬로우 보이 (1999년)
- 언더 더 라이트하우스 댄싱 (1997년) - 데이빗 역
- 아이반호 (1997년)
- 바로워즈 (1997년)

### 텔레비전
- 홀비시티 시즌16
- 홀비시티 시즌15
- 더 빌 (1984년)